# Kryterium Hurwicza
Kryterium Hurwicza – kryterium podejmowania decyzji, według którego należy wybrać decyzję, której odpowiada największa wypłata. Jest kompromisem między podejściem optymistycznym a pesymistycznym, nakazuje wybrać współczynnik optymizmu (λ) z zakresu [0;1], a następnie dla każdego wiersza obliczyć wartość
{\displaystyle \lambda \cdot {\mbox{ maximum wiersza }}+(1-\lambda )\cdot {\mbox{ minimum wiersza}}.}

## Przykład
Dana jest tablica wypłat z trzema możliwymi decyzjami i czterema możliwymi stanami natury (szczegóły przykładu patrz tablica wypłat):
| Decyzje | s1   | s2  | s3  | s4   |
| d1      | 100  | 100 | 100 | 100  |
| d2      | 0    | 300 | 600 | 600  |
| d3      | −100 | 100 | 100 | 1000 |

Najniższą wypłatą dla decyzji d1 jest 100, dla d2 0, dla d3 –100. Najwyższą możliwą wypłatą dla d1 jest 100, dla d2 600, dla d3 1000. Niezależnie od stanu natury wypłata po podjęciu decyzji d1 wynosi 100. Oznacza to, iż dla każdej wartości λ wynosi ona również 100 (minimum wiersza = maksimum wiersza). Wybierając skrajne postawy (optymistyczną dla którego λ=1 lub pesymistyczną dla której λ=0) decydent bierze pod uwagę w każdym wierszu najbardziej optymistyczną/pesymistyczną możliwość. Jeżeli λ=1 to decydent wybierze d3 (ponieważ może zyskać 1000), jeżeli λ=0 to decydent wybierze d1 (ponieważ jeżeli zajdzie najgorszy możliwy stan natury zyska on 100, podczas gdy w d2 0, a w d3 –100).
Jeżeli współczynnik λ wyniósłby 0,5 to oczekiwana wypłata z każdej z decyzji wyniosłaby:
- d1: 100 (0,5 · 100 + 0,5 · 100)
- d2: 300 (0,5 · 600 + 0,5 · 0)
- d3: 450 (0,5 · 1000 + 0,5 · (–100))

Wówczas decydent podjąłby decyzję d3.
Dla λ wynoszącego 0,25 decyzja byłaby taka sama:
- d1: 100 (0,25 · 100 + (1–0,25) · 100)
- d2: 150 (0,25 · 600 + 0,75 · 0)
- d3: 175 (0,25 · 1000 + 0,75 · (–100))

Ale już dla λ=0,1 oczekiwane wypłaty prezentowałyby się w następujący sposób:
- d1: 100 (0,1 · 100 + 0,9 · 100)
- d2: 60 (0,1 · 600 + 0,9 · 0)
- d3: 10 (0,1 · 1000 + 0,9 · (–100))

Optymalną decyzją jest d1.